# Spišské Hanušovce
Spišské Hanušovce este o comună slovacă, aflată în districtul Kežmarok din regiunea Prešov. Localitatea se află la altitudinea de 593 m deasupra n.m., se întinde pe o suprafață de 14,3 km2 și în 2017 număra 792 de locuitori.

## Istoric
Localitatea Spišské Hanušovce este atestată documentar din 1278.

## Demografie
| An:                | 1994 | 2004   | 2014    | 2024   |
| ------------------ | ---- | ------ | ------- | ------ |
| Număr de persoane: | 669  | 651    | 757     | 781    |
| Diferență:         |      | −2,69% | +16,28% | +3,17% |

| An:                | 2023 | 2024   |
| ------------------ | ---- | ------ |
| Număr de persoane: | 770  | 781    |
| Diferență:         |      | +1,42% |